# 梅爾特沃維德河

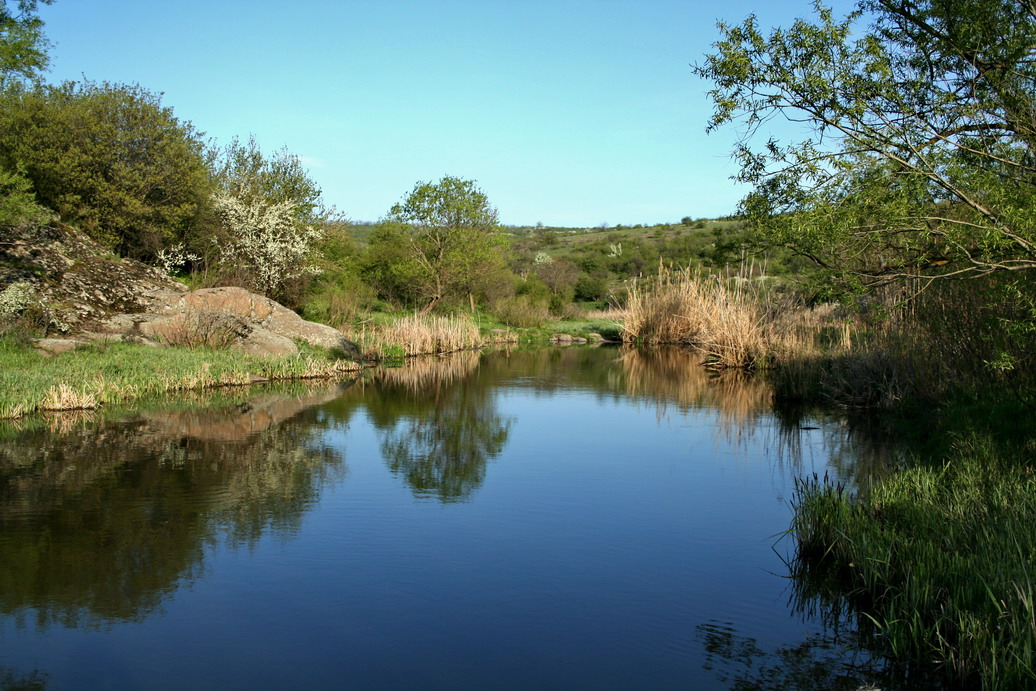

梅爾特沃維德河（烏克蘭語：Мертвовод），是烏克蘭的河流，位於該國南部，流經基洛夫格勒州和尼古拉耶夫州，屬於南布格河的支流，河道全長114公里，流域面積1,820平方公里。